# Plaquette in het gemeentehuis van Delfzijl
De plaquette in het gemeentehuis van Delfzijl is een gedenkteken ter nagedachtenis aan overlevenden van de Tweede Wereldoorlog.

## Achtergrond
In april 1945 keerden oud-gevangenen van het concentratiekamp 'Schwartzer Weg' in Wilhelmshaven via het Dollardstrand bij Delfzijl weer terug naar huis. Als dank voor de hartelijke ontvangst schonken zij de gemeente een plaquette, gemaakt door beeldhouwer Thees Meesters. De gedenkplaat kreeg een plek bovenaan de trap in het gemeentehuis, waar het op 16 april 1948 door burgemeester L.H. van Julsingha werd onthuld.
Meesters maakte twee jaar later ook het oorlogsmonument Delfzijl, dat voor het gemeentehuis werd opgericht.

## Beschrijving
Op de bronzen plaquette is in reliëf een voorstelling te zien van een kade. Een inktvis met hakenkruis, symbool voor "het Duitse oorlogsmonster", slaat zijn tentakels uit naar de mensen op de kade. Deze mensen ontdoen zich van hun boeien en lopen in alle vrijheid naar de Waterpoort van Delfzijl.
Een tekst op de plaat vermeldt: 

DELFZIJL
16 APRIL 1945

AAN SLAVERNIJ EN DOOD ONTKOMEN
HEBT GIJ ONS LIEFD’RIJK OPGENOMEN
BESPEURDEN AAN UW DOLLARDSTRAND
DE ADEM VAN ’T BEVRIJDE LAND

AANGEBODEN DOOR DE OVERLEVENDEN
VAN HET CONCENTRATIEKAMP
"SCHWARTZER WEG" WILHELMSHAFEN